# Österreichische Galerie Belvedere
De Österreichische Galerie Belvedere is een kunstmuseum in de Oostenrijkse hoofdstad Wenen, dat sinds de oprichting in 1903 is gevestigd in het Slot Belvedere.

## Collectie
Het museum werd opgericht als Moderne Galerie, maar het verwierf later ook werken uit oudere perioden. De nadruk in de collectie ligt echter nog steeds op de werken van Gustav Klimt en Egon Schiele. Tot deze collectie behoren Klimts bekende schilderijen De kus en Judith I.
Voorts worden er werken van Peter Fendi bewaard.

## Bekende schilderijen
Enkele schilderijen in de Österreichische Galerie zijn onder meer:

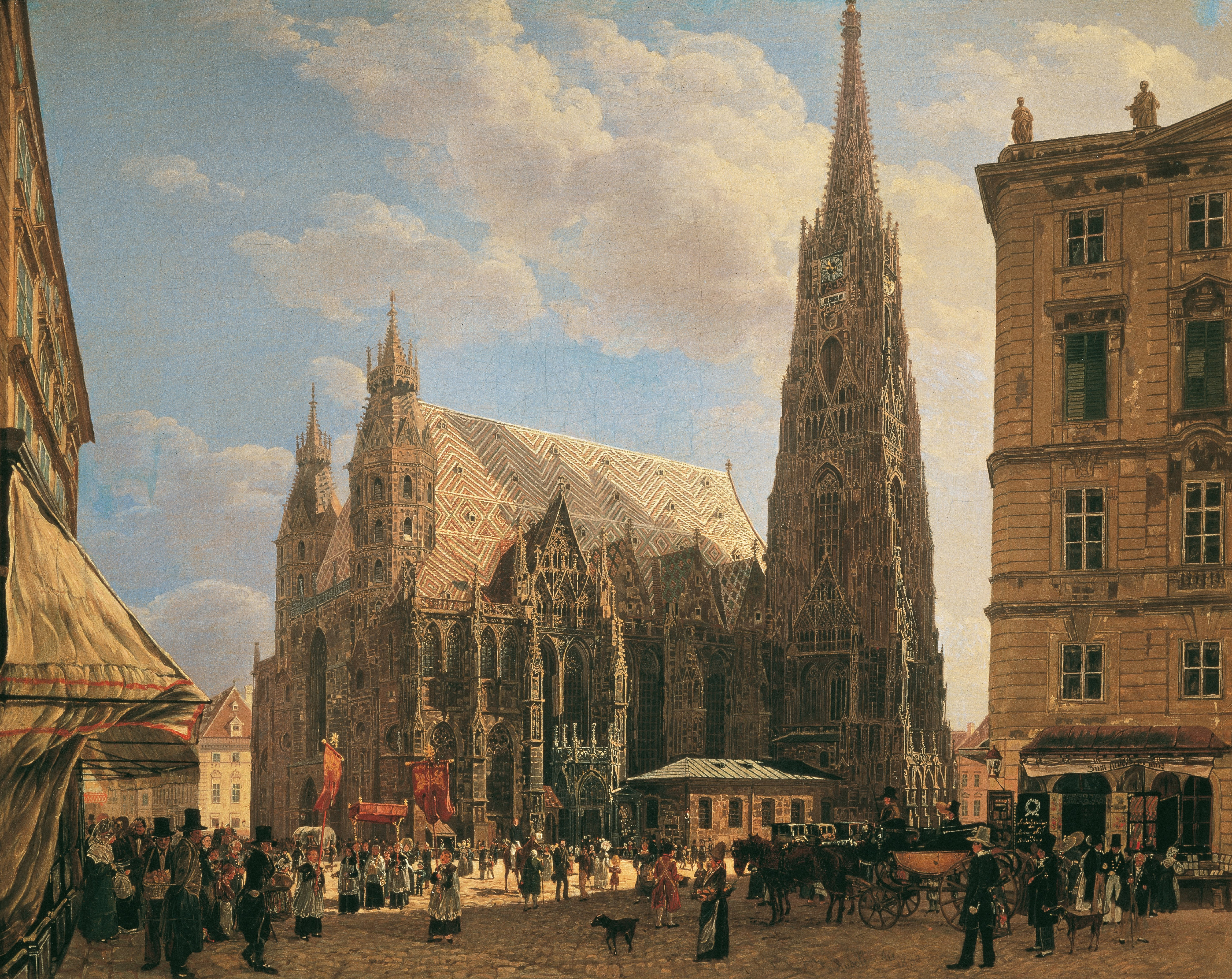
Rudolf von Alt: Der Stephansdom vom Platz "Stock im Eisen" (1832)
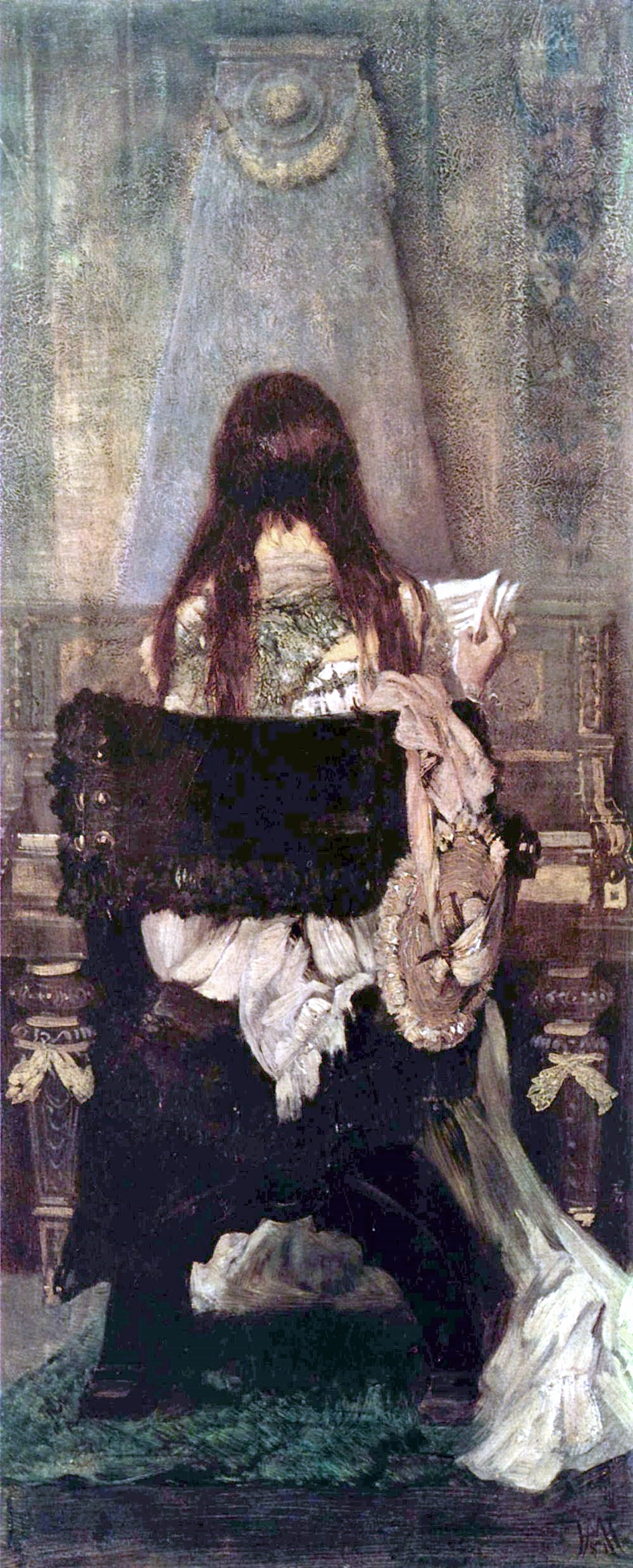
Hans Makart: Dame am Spinett (1871)
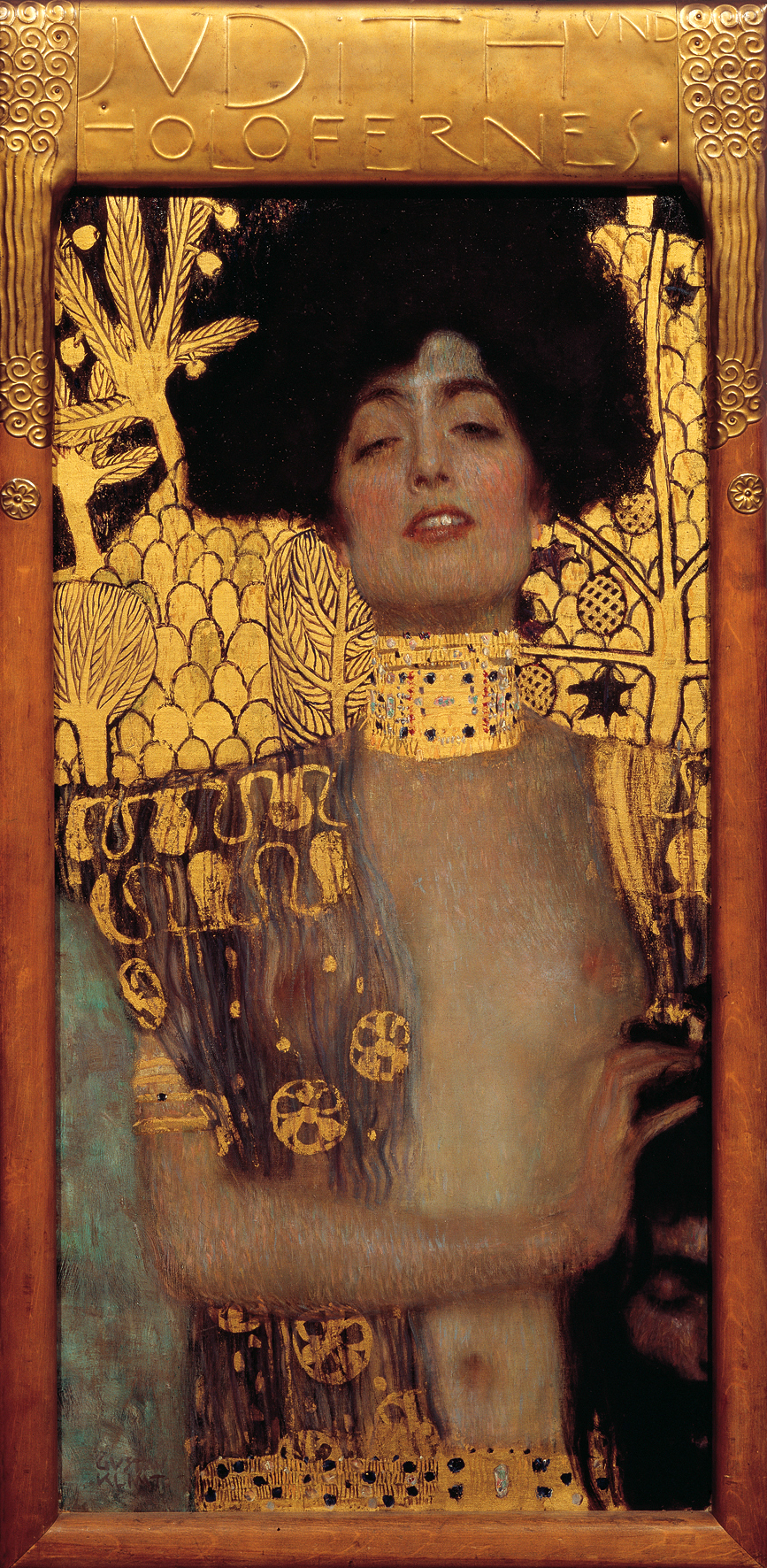
Gustav Klimt: Judith I (1901)
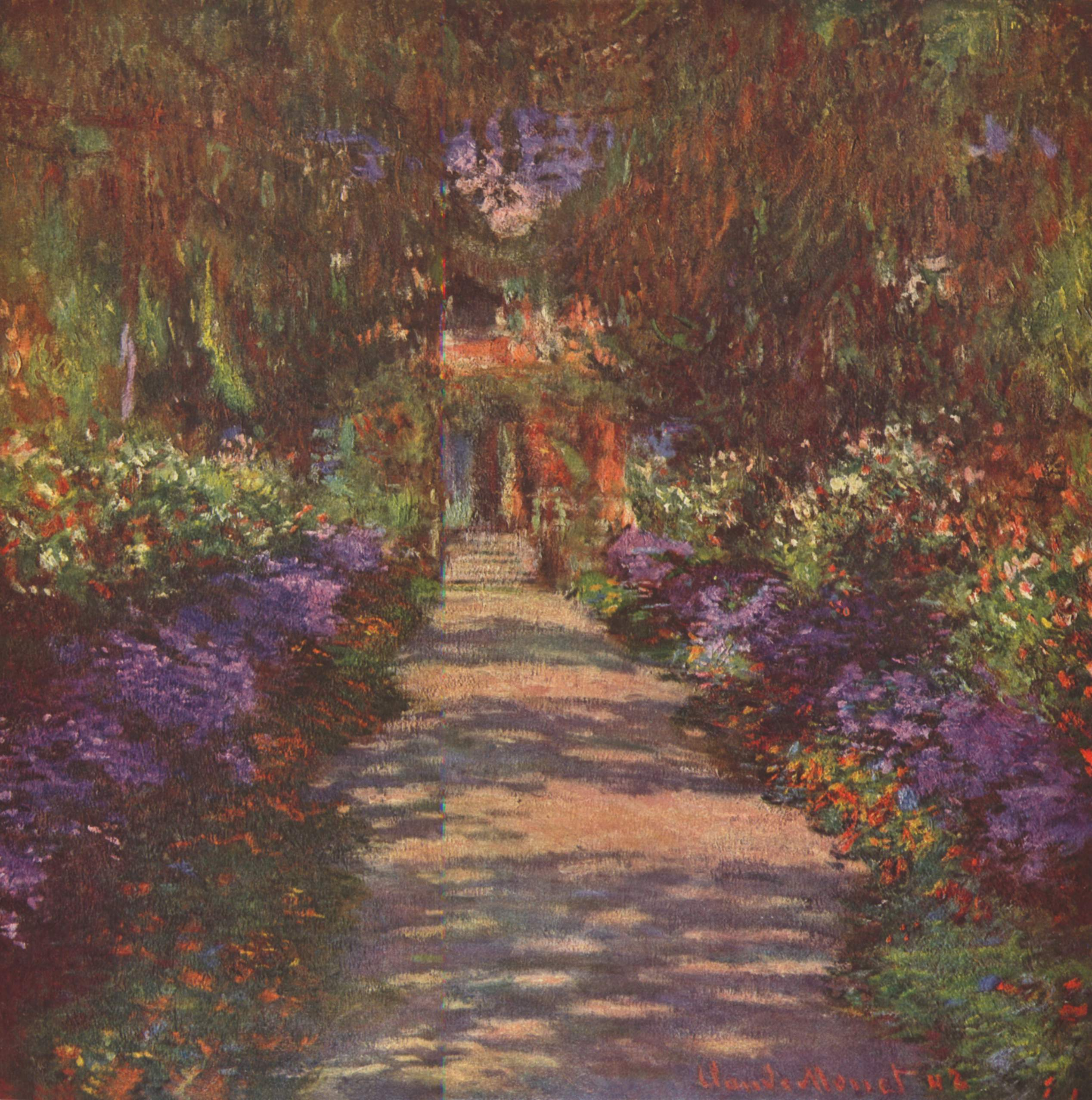
Claude Monet: Gartenweg (1902)
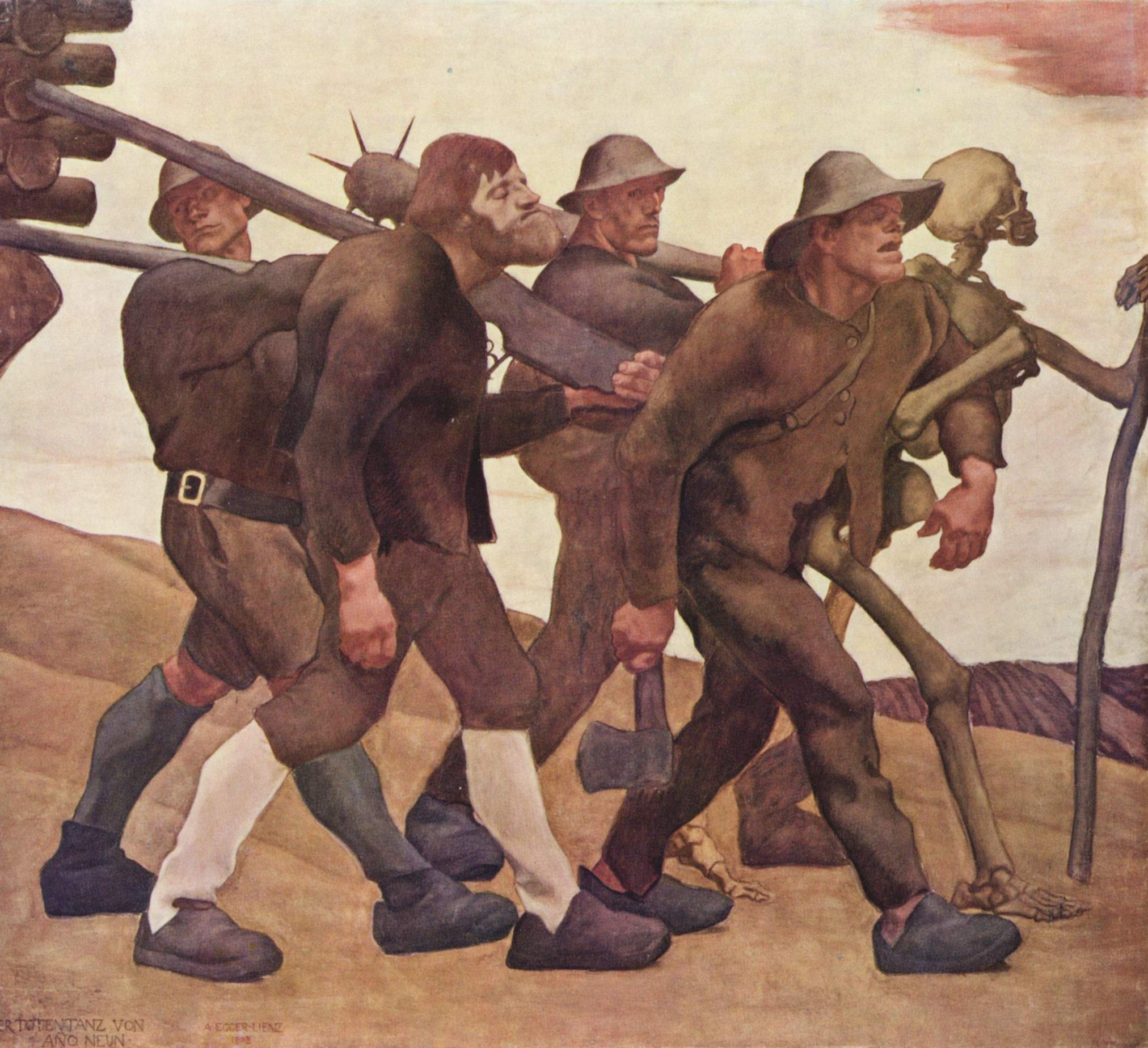
Albin Egger-Lienz: Der Totentanz von Anno Neun (1906-1908)
Egon Schiele: Selbstporträt mit gesenktem Kopf (1912)
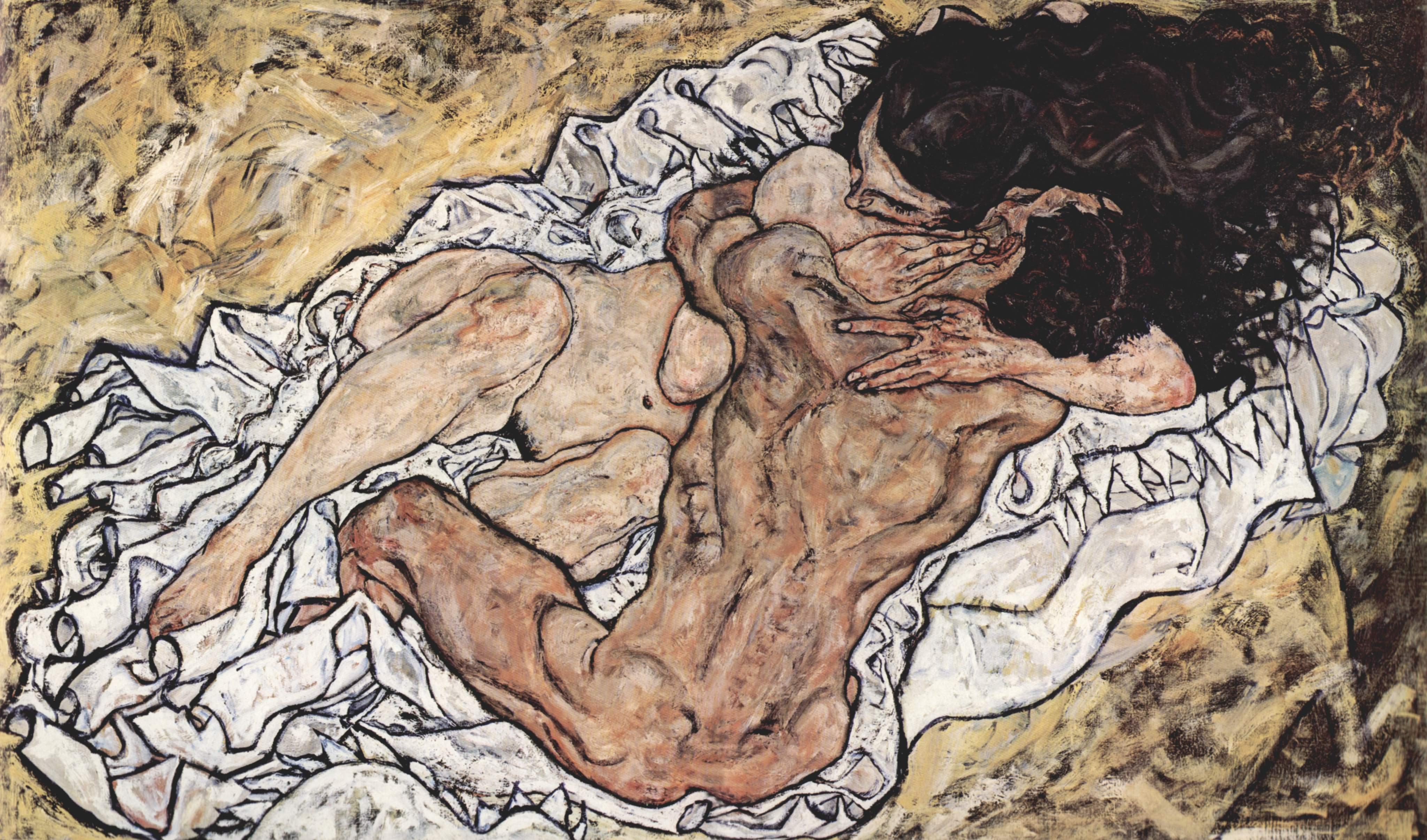
Egon Schiele: Umarmung (Liebespaar II) (1917)